# Manoppello
Manoppello là một đô thị de la province de Pescara trong vùng Abruzzo Ý. Đô thị này có diện tích 39 km², dân số thời điểm 31/12/04 là 6091 người. Các đô thị giáp ranh gồm: 

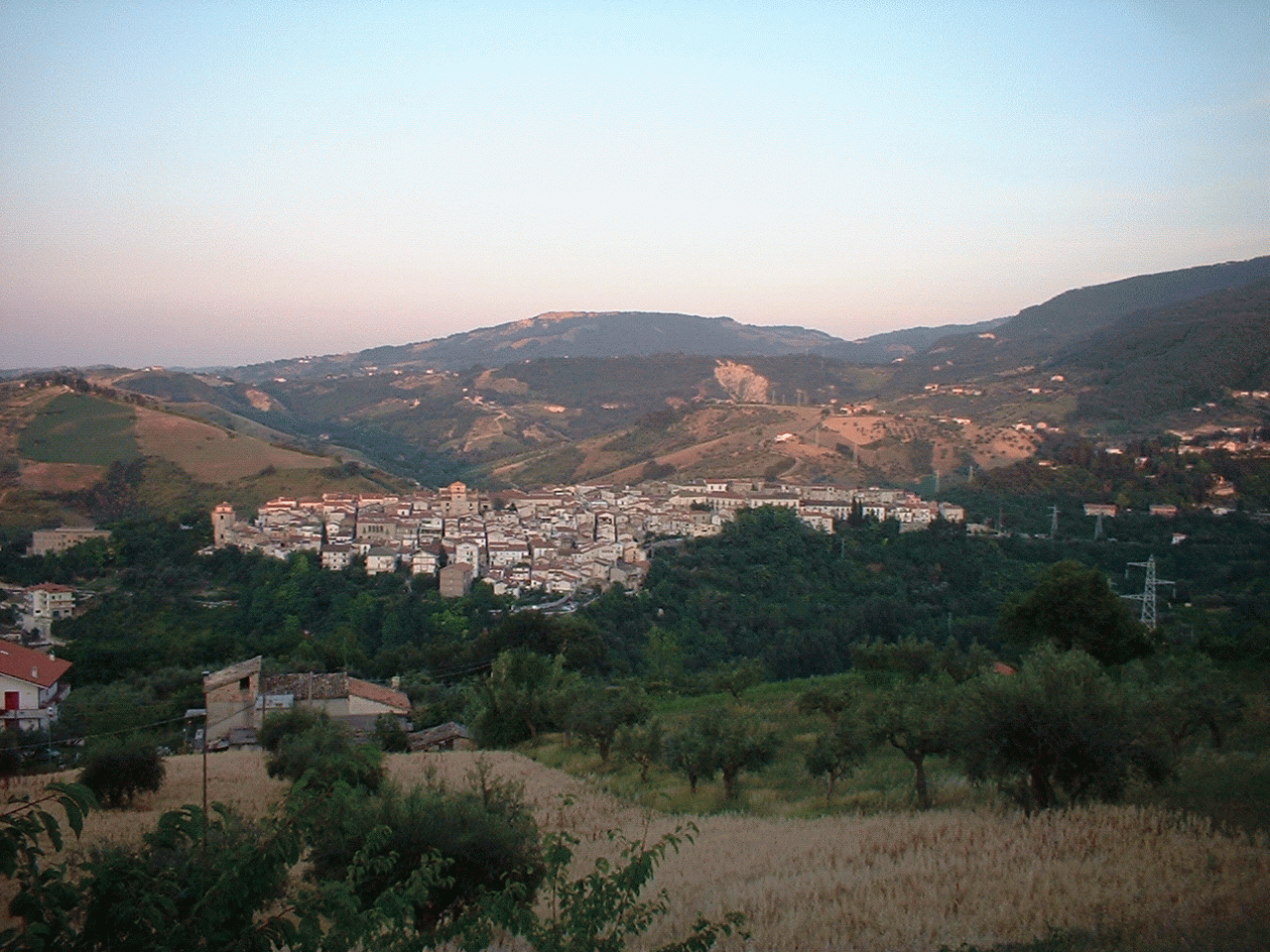
Manoppello

Alanno, Casalincontrada (CH), Chieti (CH), Lettomanoppello, Rosciano, Serramonacesca, Turrivalignani